# Mariel-Bootskrise

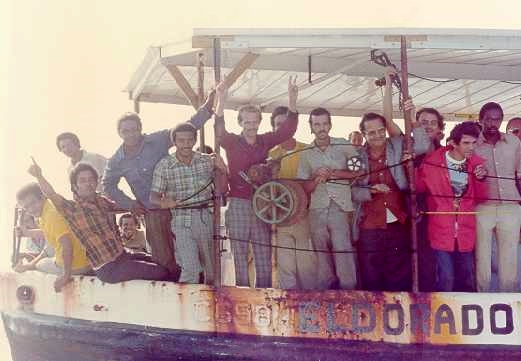
Kubanische Flüchtlinge in einem überfüllten Boot während der Mariel-Bootskrise.

Während der Mariel-Bootskrise (englisch Mariel boatlift, spanisch Éxodo del Mariel) flüchteten zwischen dem 15. April und dem 31. Oktober 1980 circa 125.000 kubanische Staatsbürger aus dem Inselstaat in den Süden des US-Bundesstaates Florida. Die Flüchtlinge reisten über den Hafen in Mariel nahe der kubanischen Hauptstadt Havanna aus, wo sie von eigens aus Südflorida angereisten Helfern auf verschiedensten Wasserfahrzeugen zur Überfahrt in die Vereinigten Staaten abgeholt wurden.

## Vorgeschichte
Angesichts einer Häufung von Schiffsentführungen in Richtung Florida durch fluchtwillige Kubaner seit Anfang des Jahres hatte Fidel Castro in einer Rede am 8. März 1980 angedeutet, die kubanische Regierung könne sich durch deren Aufnahme in den USA zu besonderen Maßnahmen gezwungen sehen. So erinnerte er an die plötzliche Öffnung des Hafens Camarioca im Jahr 1965 – über den Exilkubaner für einen Monat rund 5000 Familienmitglieder auf dem Seeweg abholen konnten, bevor eine kubanisch-US-amerikanische Luftbrücke vereinbart wurde, auf der bis 1973 pro Jahr rund 50.000 Kubaner in die USA ausreisen durften. Castro betonte, sein revolutionäres Projekt und der Kampf für den Kommunismus beruhe auf dem Prinzip der Freiwilligkeit. Tatsächlich wurden von den kubanischen Behörden Anträge auf Ausreisegenehmigung ihrer Bürger nur in seltenen Fällen genehmigt und gleichzeitig unterbundene Fluchtversuche mit mehrjährigen Freiheitsstrafen geahndet. Im Zuge des historischen Dialogs zwischen der US-amerikanischen und der kubanischen Regierung konnten 1978/79 erstmals seit der Revolution rund 100.000 inzwischen in den USA ansässige Exilkubaner ihre Verwandten in der alten Heimat besuchen, was den Kubanern auf der Insel den großen Unterschied der Lebensstandards unangenehm vor Augen führte und bestehende Ausreisewünsche weiter nährte.

## Besetzung der peruanischen Botschaft
Am 1. April drangen sechs Kubaner in einem gekaperten Omnibus gewaltsam auf das Gelände der peruanischen Botschaft in Havanna ein, um dort politisches Asyl zu beantragen. Kubanische Wachleute, die die Botschaft abriegeln sollten, versuchten das Eindringen durch Schusswaffengebrauch zu verhindern, wobei einer von ihnen im Kreuzfeuer ums Leben kam. Peru weigerte sich, der kubanischen Forderung nach Auslieferung der Asylbewerber nachzukommen, woraufhin Castro am 4. April die polizeiliche Absicherung der Botschaft abziehen und über den Rundfunk verkünden ließ, jedem eine Ausreise beantragenden Kubaner würde diese gestattet. Zwischen Karfreitag und Ostersonntag drangen über 10.000 Kubaner in der Hoffnung auf eine Ausreisemöglichkeit auf das Botschaftsgelände. US-Präsident Jimmy Carter erklärte am 14. April die Bereitschaft seiner Regierung, über das reguläre jährliche Kontingent von 16.000 Flüchtlingsvisa hinaus 3.500 der in die Botschaft geflüchteten Kubaner in den USA Asyl zu gewähren. Das Angebot Costa Ricas, eine Luftbrücke für die Ausreise von 700 Flüchtlingen einzurichten, wurde von Castro zunächst bewilligt, bereits am 17. April von kubanischer Seite jedoch wieder abgebrochen. Unter anderem hatte die medienwirksame Begrüßung der ersten ausgeflogenen Kubaner durch den costa-ricanischen Staatspräsidenten Rodrigo Carazo das Missfallen des kubanischen Staatschefs erregt.

## Ausreise der Flüchtlinge über Mariel
Am 20. April 1980 verkündete Castro die Öffnung des Hafens von Mariel zur Abholung ausreisewilliger Kubaner durch im Ausland lebende Verwandte. Die Kapitäne der daraufhin in Mariel angekommenen Boote wurden von den kubanischen Behörden gegen ihren Willen verpflichtet, neben eigenen Angehörigen auch andere ihnen von kubanischer Seite zugeteilte Passagiere nach Florida zu transportieren. Innerhalb des ersten Monats verließen so rund 65.000 Kubaner die Insel, in den folgenden vier Monaten noch einmal fast ebenso viele. Die Summe von rund 125.000 entsprach 1,3 % der damaligen offiziell erfassten kubanischen Gesamtbevölkerung.
Die Ausreisewelle unterschied sich durch die gemischte soziale Herkunft der Flüchtlinge wesentlich von früheren Fluchtwellen aus Kuba in die USA seit der Revolution von 1958, in denen mehrheitlich Angehörige bürgerlicher Schichten ausgereist waren. Ein weiterer Unterschied war, dass mit rund 40 % ein hoher Anteil über keine Verwandten in den USA verfügte, die bei Aufnahme und Integration hätten behilflich sein können. Auffällig war außerdem der gegenüber dem exilkubanischen Durchschnitt viel höhere Anteil dunkelhäutiger Flüchtlinge: 40 % Schwarze und Mestizen.
Die kubanische Führung wurde von dem zahlenmäßig großen Ansturm zuerst der peruanischen Botschaft und später des Hafens Mariel überrascht. Für die Regierung Castro bedeutete sowohl die große Zahl der Flüchtlinge als auch ihre breite soziale Herkunft einen erheblichen Image-Schaden. Um die Bewertung der Ausreisewilligen vor der eigenen und internationalen Öffentlichkeit als „asoziale Elemente“ zu unterstreichen, füllte die kubanische Regierung die Listen der Mariel-Kandidaten durch Angehörige gesellschaftlich unerwünschter Gruppen auf, denen eine Ausreise nahegelegt wurde, darunter Oppositionelle, Homosexuelle und Angehörige religiöser Minderheiten. Tatsächlich befanden sich unter den Marielitos auch eigens von Castro aus Gefängnissen entlassene Kriminelle – nach einer Studie des kubanischen Soziologen Rafael Hernández betrug der Anteil der verurteilten Straftäter an den über Mariel Ausgereisten 15 Prozent, davon über die Hälfte wegen Diebstahls. Die USA kategorisierten Letztere nicht als politische Flüchtlinge, sondern als "excludable aliens"; dadurch befanden sich diese auf Bewährung und konnten beim Nachweis einer Straftat inhaftiert oder zurück nach Kuba deportiert werden. 685 der ersten 43.000 Ankömmlinge wurden von den US-Behörden unmittelbar inhaftiert.
Über mehrere Monate wurde die Krise von Demonstrationen und gewalttätigen Ausschreitungen regierungsfreundlicher Kubaner gegen ihre ausreisewilligen Landsleute begleitet, die pauschal als „Abschaum“ und „Gewürm“ verunglimpft wurden. Solche von der Regierung organisierte Einschüchterungsaktionen, sogenannte Actos de Repudio, waren eine häufige Erscheinung. Am 2. Mai kam es unter den Augen der kubanischen Sicherheitskräfte zum Großangriff eines mit Knüppeln bewaffneten Schlägertrupps in zivil auf mehrere Hundert ehemalige politische Gefangene, die vor der US-Interessenvertretung anstanden, um Nachrichten zu ihren Visa-Anträgen zu verlangen, nachdem sie von den kubanischen Einwanderungsbehörden dorthin geschickt worden waren. Rund 400 Kubaner erhielten daraufhin für mehrere Tage dort Schutz.
Ende Oktober 1980 endete die Möglichkeit zur Ausreise über den Hafen von Mariel.

## In der Populärkultur
Die Entscheidung der Regierung Castro findet Erwähnung in zahlreichen Erzeugnissen der Populärkultur:
- Against Wind and Tide: A Cuban Odyssey (1981), eine Dokumentation der PBS, nominiert für den Academy Award.
- Scarface (1983), Spielfilm über den Aufstieg und Fall eines Drogenbarons
- The Perez Family, ein Roman von Christine Bell
- The Perez Family (1995), ein Spielfilm, der auf Bells Roman beruht
- Before Night Falls (1992), die Autobiographie von Marielito Reinaldo Arenas
- Before Night Falls (2000), ein Film, der auf der Autobiographie beruht